# アルシー (オレゴン州)
アルシー（Alsea）は、アメリカ合衆国オレゴン州ベントン郡にある非法人地域である。
オレゴン州道34号線上及びアルシー川岸に位置する。2020年の国勢調査によると人口は165人。

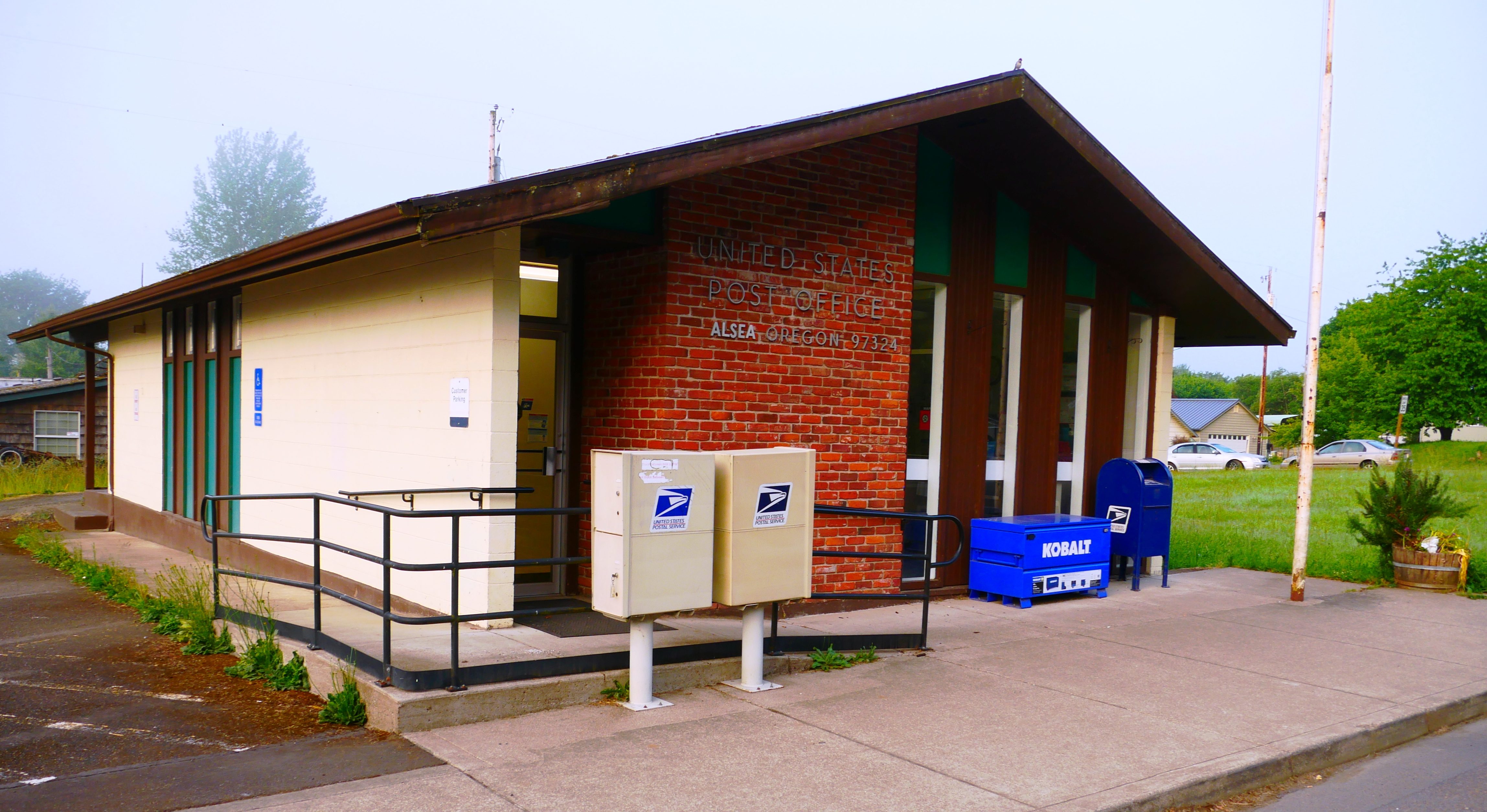
アルシーに存在する郵便局。

## 歴史
アルシーという名称は現地の先住民族であるアルシー族から取られた。1855年に白人がこの地域に進出し、1871年には郵便局が設置された。かつては林業が盛んであったが現在ではニジマス釣りの名所として知られる。

## 気候
ケッペンの気候区分によるとこの地域は地中海性気候に区分される。夏は比較的温暖だが、極端な暑さになることは稀である。

## 教育
アルシー・チャーター・スクールという名のチャーター・スクールが存在し、幼稚園から高等学校までの生徒が在籍する。2024年の在籍生徒数は321人。

## 名所
ヘイデン・ブリッジ（Hayden bridge）という名の屋根付橋が存在する。1979年にはアメリカ合衆国国家歴史登録財に指定された。